# Wohn- und Geschäftshaus Nordersteinstraße 22
Das Wohn- und Geschäftshaus Nordersteinstraße 22 in der niedersächsischen Kreisstadt Cuxhaven im Landkreis Cuxhaven stammt vom Anfang des 20. Jahrhunderts.
Aktuell (2024) beherbergt es Wohnungen, einen Laden und ein Café.
Das Gebäude steht unter Denkmalschutz (siehe auch Liste der Baudenkmale in Cuxhaven).

## Geschichte und Beschreibung
Die Nordersteinstraße ist eine Geschäftsstraße in Süd-Nord-Richtung von der Südersteinstraße bis zum Kämmererplatz sowie zur Rohdestraße, Deichstraße und Poststraße. Sie wurde benannt nach der Lage nördlich von der „Steinburg“ (Schloss Ritzebüttel).
Das dreigeschossige traufständige historisierende Gebäude mit ungleichmäßigem Satteldach wurde 1905 errichtet. Die fünfachsige Straßenfassade ist symmetrisch gestaltet im Wechsel zwischen backsteinsichtigen Flächen und barockem Putzdekor, vor allem im Bereich der Fenster.
Das Landesdenkmalamt befand u. a.: „… Der Aufschwung Cuxhavens als Marine- und Seebadstandort um 1900 schlug sich auch in mehreren Stadterweiterungen mit vermehrter Bebauung nieder, die in der Nordersteinstraße und umliegend vor allem Wohn- und Geschäftshäuser des Historismus hervorbrachte.“